# بابک پرویز
بابک پرویز (به انگلیسی: Babak Parviz) پژوهشگر ایرانی است که هم اکنون نایب رئیس آمازون اینک است. کار او به نام Bionic Contacts جزء یکی از پنجاه اختراع برتر سال ۲۰۰۸ به انتخاب مجله تایم است. او تحصیل‌کرده دانشگاه صنعتی شریف و میشیگان، عضو هیئت علمی دانشگاه واشینگتن، نفر اول جشنواره خوارزمی و مدال‌آور المپیاد جهانی فیزیک  است.
اختراع بابک پرویز یک عدسی چشمی بیونیک است که همان‌طور که در چشم است انرژی خود را از خورشید و امواج اطراف می‌گیرد و بر روی دیودهای آن تصاویری مانند نقشه را ظاهر می‌کند که به نظر در فضا شناور می‌رسند.
وی از مدیران پروژه گوگل گلس بوده و هم‌اکنون قائم مقام شرکت Amazon.com در سیاتل، واشینگتن آمریکا است.